# Prenzlauer Tor (Templin)

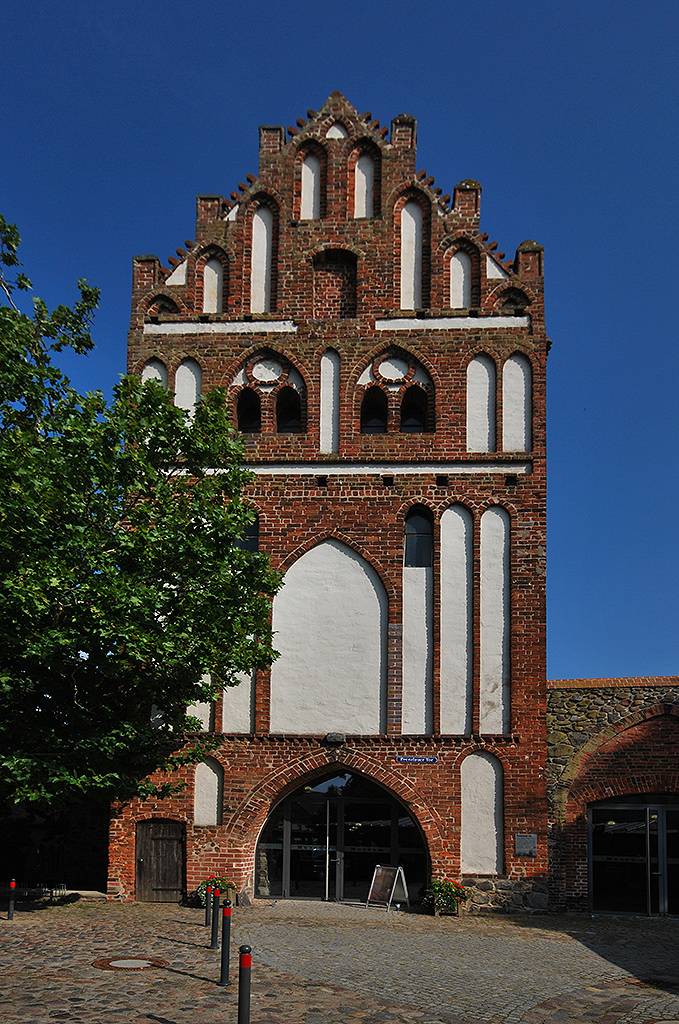
Prenzlauer Tor, 2016

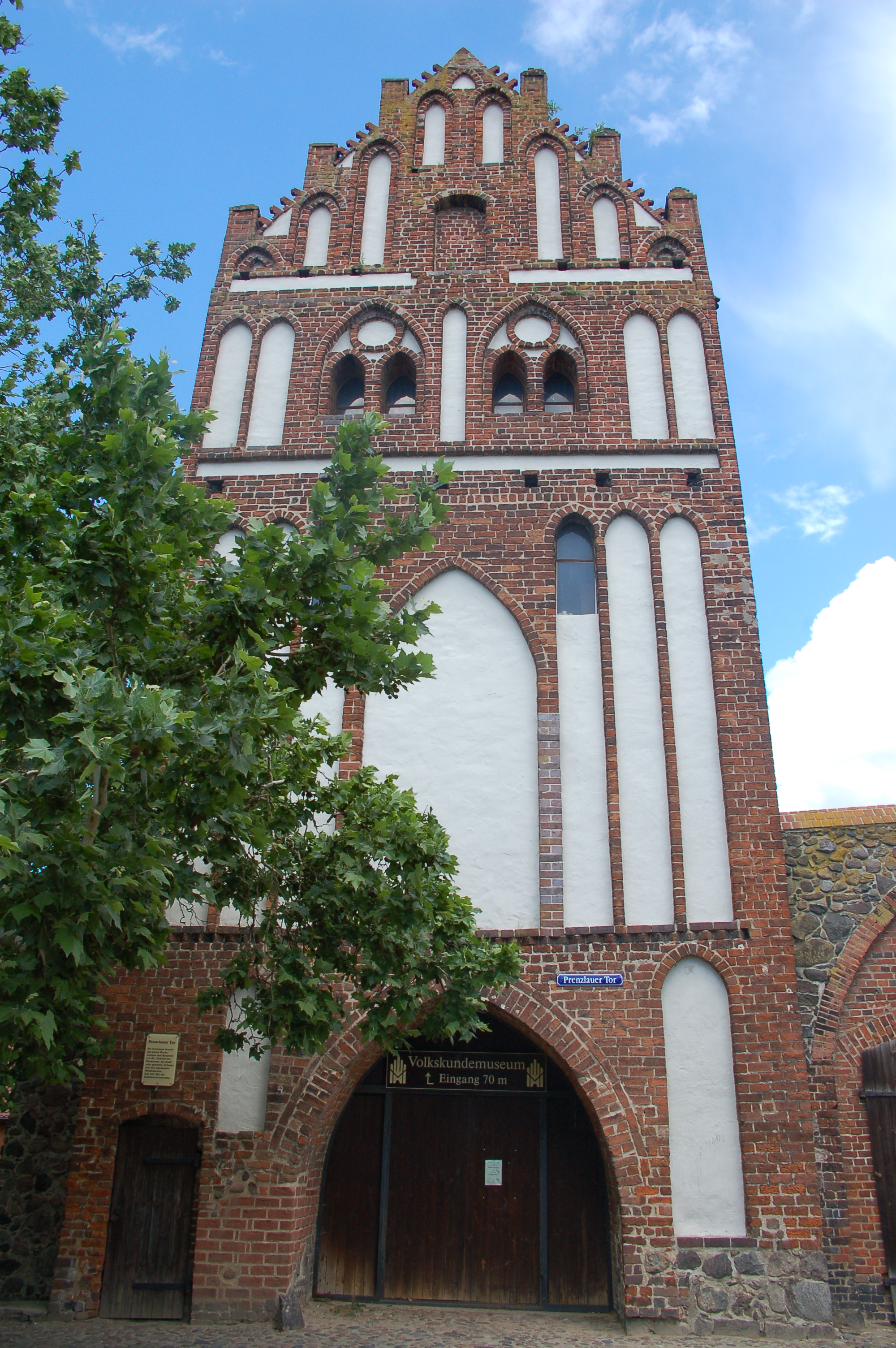
2007

Das Prenzlauer Tor ist ein Tor der denkmalgeschützten Stadtbefestigung von Templin in Brandenburg.

## Lage
Es befindet sich im östlichen Teil der Templiner Altstadt, am Beginn der in Richtung Prenzlau führenden Straße.

## Architektur und Geschichte
Die Toranlage wird von einem dreigeschossigen aus Backsteinen errichteten Turm dominiert, der sich oberhalb der Tordurchfahrt erhebt. Der Grundriss des Turms ist quadratisch, seine Fassaden werden durch Blenden gegliedert. Die stadtseitige Fassade ist mit Krabben und Fialen verziert. Der Turm entstand an der Stelle eines Vorgängerbaus der zum Teil in den Neubau einbezogen wurde. So sind im Inneren der Anlage aus Feldsteinen bestehende vorhanden, die vom älteren Bau stammen, der zusammen mit der Stadtmauer etwa um 1300 entstanden war. Zur Außenseite hin besteht eine zweifach gestufte Fallgittervorlage. Das Tor ist das jüngste der Tore der Templiner Stadtbefestigung.
Um 1600 wurde in das Haupttor eine weitere Durchfahrt, die als Waldemarsgang bezeichnet wird, eingebaut.
An der Anlage ist ungewöhnlicher Weise auch das Vortor erhalten. Es besteht aus einem zweigeschossigen Backsteinbau vom Anfang des 15. Jahrhunderts. er ist mit einem Satteldach versehen. Es bestehen zwei als Rundbögen gestaltete Durchfahrten. Im Obergeschoss finden sich Erd- und Spitzbogenblenden. Das Vortor ist mit dem Haupttor durch aus Backstein gemauerte Zwingermauern verbunden, so dass dort ein Zwinger entstand.
1866 wurde die Straßenführung verändert, so dass die Toranlage ihre ursprüngliche Funktion verlor. Es wurde ein städtisches Feuerwehrhaus eingerichtet und der Zwinger überdacht. Nach dem Ersten Weltkrieg wurde ein Mahnmal für die Gefallenen des Krieges geschaffen. Ab 1953 erfolgten Arbeiten zur Einrichtung eines Heimatmuseums. Der Kreuzgang wurde zum Büro umgenutzt. Das Museum war dann ab 1957 im Prenzlauer Tor ansässig.
Eine Sanierung erfolgte im Jahr 2010. Dabei wurde auch der Kreuzgang wieder geöffnet. In dem zwischen Tor und Vortor entstandenen großen Raum wurde das Museum für Stadtgeschichte Templin untergebracht.